# 內科港
內科港（英語：Neko Harbour）是南極洲的海港，位於葛拉漢地的丹科海岸，處於安沃爾灣，在二十世紀初由比利時探險家發現，現時由南極條約體系管理。

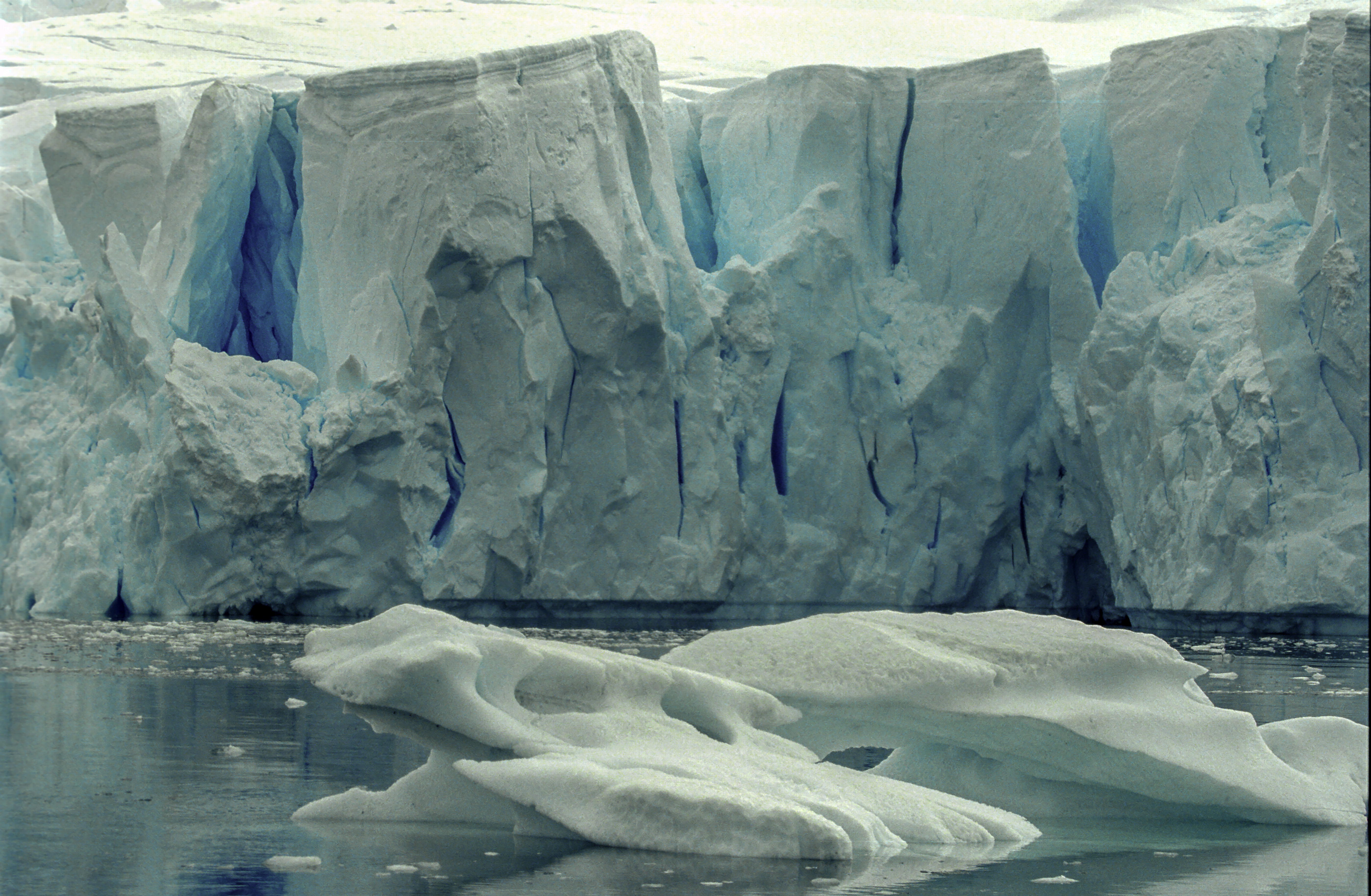

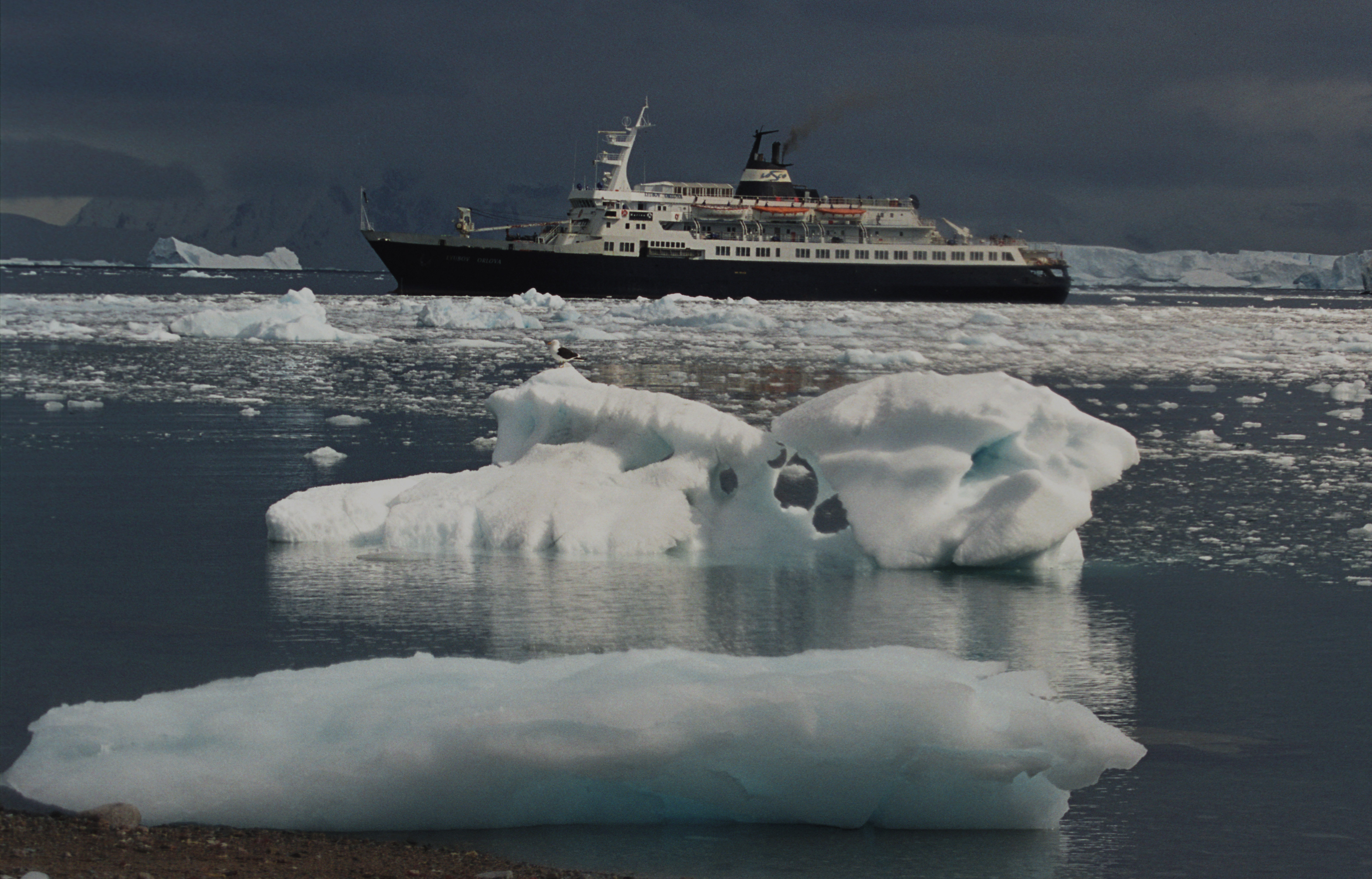